# Nati nel 1945/Maggio
| Questa pagina contiene informazioni ricavate automaticamente dalle voci biografiche con l'ausilio del template Bio e di un bot. L'aggiornamento è periodico e automatico e ricostruisce completamente la pagina. Se manca una persona in questa lista, sei pregato di non aggiungerla, ma accertati piuttosto che la sua voce biografica contenga il template Bio e che i dati anagrafici siano correttamente compilati. Se il template Bio manca, inseriscilo tu stesso o, in alternativa, metti l'avviso {{tmp\|Bio}} che ne segnala la mancanza. Se i dati riportati sono sbagliati, correggi direttamente la voce biografica; le modifiche saranno visibili in questa lista entro pochi giorni. Per chiarimenti vedi il progetto biografie. La lista contiene solo le 205 persone che sono citate nell'enciclopedia e per le quali è stato implementato correttamente il template Bio. Pagina aggiornata al 18 ago 2025. |

- 1º maggio - Rita Coolidge, cantante e compositrice statunitense
- 1º maggio - Ruggero Giacomini, storico e politico italiano
- 2 maggio - Menelaos Asprou, ex calciatore cipriota
- 2 maggio - Antonio Brutti, ex maratoneta italiano
- 2 maggio - Randy Cain, cantante statunitense († 2009)
- 2 maggio - Sergio Ferrara, fisico italiano
- 2 maggio - Bianca Jagger, attrice, ex modella e attivista nicaraguense
- 2 maggio - John Morrison, ex cestista e allenatore di pallacanestro statunitense
- 2 maggio - Urano Navarrini, calciatore e allenatore di calcio italiano († 2020)
- 3 maggio - Armonia Bordes, politica francese
- 3 maggio - Jeffrey Connor Hall, genetista e biologo statunitense
- 3 maggio - Zygmunt Maszczyk, ex calciatore polacco
- 3 maggio - Tadeusz Rydzyk, presbitero, politico e conduttore radiofonico polacco
- 3 maggio - Giorgio Treves, regista e sceneggiatore italiano
- 4 maggio - Sylviane Agacinski, scrittrice, giornalista e filosofa francese
- 4 maggio - Antonio Bardellino, mafioso italiano († 1988)
- 4 maggio - Claudio Daiano, paroliere, compositore e cantautore italiano
- 4 maggio - Motsapi Moorosi, velocista lesothiano († 2013)
- 4 maggio - Jan Mulder, ex calciatore e scrittore olandese
- 4 maggio - Michele Paradiso, compositore italiano († 2024)
- 4 maggio - Georg Wadenius, chitarrista, bassista e cantante svedese
- 5 maggio - César Alierta, dirigente d'azienda spagnolo († 2024)
- 5 maggio - Alain Gilles, cestista e allenatore di pallacanestro francese († 2014)
- 5 maggio - Charlie Gonzalez, politico statunitense
- 5 maggio - Fiorella Kostoris, economista italiana
- 5 maggio - Gabriele La Porta, giornalista, autore televisivo e conduttore televisivo italiano († 2019)
- 5 maggio - Ulla Lindstrom, modella, danzatrice e attrice tedesca († 1997)
- 5 maggio - Mario Napoli, giurista italiano († 2014)
- 5 maggio - René Taelman, allenatore di calcio e giornalista belga († 2019)
- 5 maggio - Michel Zink, filologo e storico della letteratura francese
- 6 maggio - Brunetto Giovanni Brunetti, chimico italiano
- 6 maggio - Jimmie Dale Gilmore, cantautore statunitense
- 6 maggio - Al Salvadori, ex cestista statunitense
- 6 maggio - Fernando Sansò, geodeta italiano
- 6 maggio - Bob Seger, cantautore, chitarrista e pianista statunitense
- 7 maggio - Bruno Amalfitano, scenografo italiano
- 7 maggio - Tancredi Cimmino, dirigente d'azienda e politico italiano
- 7 maggio - Ernesto Gehrmann, ex cestista argentino
- 7 maggio - Enrique Lora, ex calciatore spagnolo
- 7 maggio - Hanspaul Menara, scrittore, alpinista e giornalista italiano
- 7 maggio - Christy Moore, cantante, cantautore e chitarrista irlandese
- 7 maggio - Robin Strasser, attrice statunitense
- 8 maggio - Karel Blažek, allenatore di hockey su ghiaccio e ex hockeista su ghiaccio cecoslovacco
- 8 maggio - Virgilio Forchiassin, designer e artista italiano († 2021)
- 8 maggio - Mike German, barone German, politico britannico
- 8 maggio - Keith Jarrett, pianista statunitense
- 8 maggio - Franco Malvano, politico e poliziotto italiano
- 9 maggio - Gamal Ghitani, scrittore e giornalista egiziano († 2015)
- 9 maggio - Claude Barthélemy, calciatore haitiano († 2020)
- 9 maggio - Sergio Benítez, ex wrestler e religioso messicano
- 9 maggio - Gérard Besnard, ciclista su strada francese
- 9 maggio - Gholam-Ali Haddad-Adel, politico e filosofo iraniano
- 9 maggio - Jupp Heynckes, ex calciatore e allenatore di calcio tedesco
- 9 maggio - Steve Katz, musicista e produttore discografico statunitense
- 9 maggio - Joseph-Marion Leandré, ex calciatore haitiano
- 9 maggio - Massimo Masini, ex cestista e allenatore di pallacanestro italiano
- 9 maggio - Gastone Rizzato, ex calciatore italiano
- 9 maggio - Mario Scrivano, cantautore, paroliere e compositore italiano
- 10 maggio - Christakīs Adamou, ex calciatore cipriota
- 10 maggio - Giancarlo Gloder, ex pattinatore di velocità su ghiaccio italiano
- 10 maggio - David Huffman, attore statunitense († 1985)
- 10 maggio - Anna Maria Isastia, storica e docente italiana
- 10 maggio - Little Bob, cantante italiano
- 10 maggio - Gary Visconti, ex pattinatore artistico su ghiaccio statunitense
- 10 maggio - Mats Wahl, scrittore svedese († 2025)
- 11 maggio - Floyd Adams Jr., politico statunitense († 2014)
- 11 maggio - Mongezi Feza, trombettista, flautista e compositore sudafricano († 1975)
- 11 maggio - Renato Grilli, politico italiano († 2003)
- 11 maggio - Thomaz Koch, ex tennista brasiliano
- 11 maggio - Ferdinando Latteri, politico e medico italiano († 2011)
- 11 maggio - Jean Sarrus, cantante, bassista e attore francese († 2025)
- 11 maggio - Luigi Villa, ex calciatore italiano
- 12 maggio - Linda Carlson, attrice statunitense († 2021)
- 12 maggio - Ezio Cini, tiratore a segno italiano († 2021)
- 12 maggio - Claudia Gravy, attrice spagnola
- 12 maggio - Tormod Haugen, scrittore e traduttore norvegese († 2008)
- 12 maggio - Bernadette Mayer, poetessa e artista statunitense († 2022)
- 12 maggio - Ian McLagan, tastierista, polistrumentista e cantautore britannico († 2014)
- 12 maggio - Keith Olsen, produttore discografico statunitense († 2020)
- 12 maggio - Luciano Poppi, ex calciatore italiano
- 12 maggio - Genovaitė Ramoškienė, ex canottiera sovietica
- 12 maggio - Diana Raznovich, drammaturga e fumettista argentina
- 12 maggio - Carl Robie, nuotatore statunitense († 2011)
- 12 maggio - Ruggero Rosi, attore italiano
- 12 maggio - Nikos Sismanidīs, ex cestista e allenatore di pallacanestro greco
- 12 maggio - Johannes Vold, ex calciatore norvegese
- 12 maggio - María José Yéllici, modella venezuelana
- 13 maggio - Lasse Berghagen, cantautore svedese († 2023)
- 13 maggio - Dave Deutsch, ex cestista statunitense
- 13 maggio - Lou Marini, sassofonista statunitense
- 13 maggio - Ion Oblemenco, allenatore di calcio e calciatore rumeno († 1996)
- 13 maggio - Roger Potter, bobbista britannico
- 13 maggio - Tammam Salam, politico libanese
- 14 maggio - Francesca Annis, attrice britannica
- 14 maggio - Vladislav Ardzinba, politico abcaso († 2010)
- 14 maggio - Giulio Giorello, filosofo, storico della scienza e matematico italiano († 2020)
- 14 maggio - Wolfram Löwe, ex calciatore tedesco orientale
- 14 maggio - Hannu Paananen, ex cestista finlandese
- 14 maggio - Fabio Perinei, politico italiano († 2009)
- 14 maggio - Yochanan Vollach, dirigente sportivo e ex calciatore israeliano
- 14 maggio - Grigorij Žislin, violinista, violista e docente russo († 2017)
- 15 maggio - Giuseppe Bosich, incisore e pittore italiano († 2020)
- 15 maggio - Antonio Caballero Holguín, scrittore e giornalista colombiano († 2021)
- 15 maggio - Luis María Linde, economista spagnolo
- 15 maggio - José Miguel Marín, calciatore argentino († 1991)
- 15 maggio - Denroy Morgan, cantante giamaicano († 2022)
- 15 maggio - Jerry Quarry, pugile statunitense († 1999)
- 15 maggio - Raymond Steegmans, ex ciclista su strada belga
- 15 maggio - Duarte Pio di Braganza, nobile
- 16 maggio - Rob Bron, pilota motociclistico olandese († 2009)
- 16 maggio - Nicky Chinn, produttore discografico e cantautore inglese
- 16 maggio - Pietro Gibellini, critico letterario e filologo italiano
- 16 maggio - Sylvester Levay, compositore e arrangiatore ungherese
- 16 maggio - Jim Moran, politico statunitense
- 16 maggio - Massimo Moratti, imprenditore e dirigente sportivo italiano
- 16 maggio - Carlos Osoro Sierra, cardinale e arcivescovo cattolico spagnolo
- 16 maggio - Brewster Shaw, ex astronauta statunitense
- 16 maggio - Bob Young, musicista britannico
- 17 maggio - Paul Chun, attore cinese
- 17 maggio - Salvatore Grillo, politico italiano
- 17 maggio - Hal Jeter, ex cestista statunitense
- 17 maggio - Renate Krößner, attrice tedesca († 2020)
- 17 maggio - César Maluco, ex calciatore brasiliano
- 17 maggio - George Miller, politico statunitense
- 17 maggio - Daniel Odier, scrittore e saggista svizzero
- 17 maggio - Albert Poli, calciatore italiano († 2008)
- 17 maggio - Kjell Rannelid, ex cestista svedese
- 17 maggio - Tony Roche, allenatore di tennis e ex tennista australiano
- 17 maggio - Dan Stojović, calciatore jugoslavo († 2007)
- 17 maggio - Ľudovít Zlocha, ex calciatore cecoslovacco
- 18 maggio - Giuseppe Ayala, ex magistrato e ex politico italiano
- 18 maggio - Candice Azzara, attrice statunitense
- 18 maggio - Lorenza Biella, doppiatrice e direttrice del doppiaggio italiana
- 18 maggio - Adrianna Bilik, cestista austriaca († 2023)
- 18 maggio - Marco Fatuzzo, politico italiano
- 18 maggio - Giovanni Filoramo, storico delle religioni italiano
- 18 maggio - Stelio Fiorenza, regista teatrale, regista cinematografico e sceneggiatore italiano († 2006)
- 18 maggio - Alberto Robol, politico italiano († 2024)
- 19 maggio - Huda Akil, neuroscienziata siriana
- 19 maggio - Bruce Allen, manager e imprenditore canadese
- 19 maggio - Pete Townshend, chitarrista, compositore e cantante britannico
- 19 maggio - Aleksandr Leonidovič Zajcev, ingegnere, astronomo e autore televisivo russo († 2021)
- 20 maggio - Harold Ford, politico statunitense
- 20 maggio - Wally Herger, politico statunitense
- 20 maggio - Viktor Luferov, poeta, musicista e cantautore russo († 2010)
- 20 maggio - Vladimiro Montesinos, politico peruviano
- 20 maggio - Marco Pisetta, brigatista e collaboratore di giustizia italiano († 1990)
- 20 maggio - Anna Maria, cantante italiana
- 20 maggio - Renato Teixeira, cantautore brasiliano
- 20 maggio - Alejo Vidal-Quadras Roca, fisico e politico spagnolo
- 20 maggio - Anton Zeilinger, fisico austriaco
- 21 maggio - John Carneglia, mafioso statunitense
- 21 maggio - Ottavio Crepaldi, ex ciclista su strada italiano
- 21 maggio - Nebojša Đorđević, calciatore jugoslavo († 2023)
- 21 maggio - Eduardo Geada, regista, critico cinematografico e saggista portoghese
- 21 maggio - Richard Hatch, attore statunitense († 2017)
- 21 maggio - Ernst Messerschmid, fisico e ex astronauta tedesco
- 21 maggio - Martin Pearlman, direttore d'orchestra, clavicembalista e compositore statunitense
- 22 maggio - Piero Ferrari, imprenditore, dirigente d'azienda e dirigente sportivo italiano
- 22 maggio - Elvio Porta, sceneggiatore, regista e attore italiano († 2016)
- 23 maggio - Roel Luynenburg, canottiere olandese († 2023)
- 23 maggio - Tom Penders, ex cestista e allenatore di pallacanestro statunitense
- 23 maggio - Pietro Ravecca, scultore italiano († 2015)
- 24 maggio - Bärbel Bohley, attivista e pittrice tedesca († 2010)
- 24 maggio - Terry Callier, chitarrista e cantautore statunitense († 2012)
- 24 maggio - Clinton Jones, ex giocatore di football americano statunitense
- 24 maggio - Michele D'Alessandro, mafioso italiano († 1999)
- 24 maggio - Driss Jettou, politico marocchino
- 24 maggio - Priscilla Presley, attrice statunitense
- 25 maggio - Leif Johansson, batterista svedese
- 25 maggio - Hersha Parady, attrice statunitense († 2023)
- 25 maggio - Carole Roussopoulos, regista svizzera († 2009)
- 25 maggio - Tav Falco, musicista, regista e attore statunitense
- 25 maggio - Vittorio Visini, ex marciatore italiano
- 25 maggio - Klaus Zaczyk, ex calciatore tedesco
- 26 maggio - Giovanni Minoli, giornalista, autore televisivo e conduttore televisivo italiano
- 26 maggio - Ernő Noskó, ex calciatore ungherese
- 26 maggio - Garry Peterson, batterista canadese
- 27 maggio - Bruce Cockburn, cantautore canadese
- 27 maggio - Péter Marót, schermidore ungherese († 2020)
- 27 maggio - Dennis McCoy, ex sciatore alpino statunitense
- 27 maggio - Cecilia Valdenassi, soprano italiano
- 28 maggio - Patch Adams, medico, attivista e scrittore statunitense
- 28 maggio - Mike Baxter, ex mezzofondista e allenatore di atletica leggera britannico
- 28 maggio - John Fogerty, cantautore e polistrumentista statunitense
- 28 maggio - Ryszard Jurkowski, architetto polacco
- 28 maggio - Félix Lasso, calciatore ecuadoriano († 2016)
- 28 maggio - Chayito Valdez, cantante messicana († 2016)
- 29 maggio - Catherine Lara, cantautrice, arrangiatrice e produttrice discografica francese
- 29 maggio - Gary Brooker, cantante, pianista e compositore britannico († 2022)
- 29 maggio - Manuel Duarte, calciatore portoghese († 2022)
- 29 maggio - Giorgio Giudici, architetto e politico svizzero
- 29 maggio - Mike Kealy, militare britannico († 1979)
- 29 maggio - Daniel Van Ryckeghem, ciclista su strada e ciclocrossista belga († 2008)
- 30 maggio - François Bœspflug, storico dell'arte francese
- 30 maggio - Richard Divila, ingegnere brasiliano († 2020)
- 30 maggio - Makram Khoury, attore palestinese
- 30 maggio - Anna Maria Leone, politica italiana
- 31 maggio - Patrick Bouchain, designer e scenografo francese
- 31 maggio - Pierfranco Colonna, cantante italiano († 2001)
- 31 maggio - Henri Emmanuelli, politico francese († 2017)
- 31 maggio - Rainer Werner Fassbinder, regista, sceneggiatore e produttore cinematografico tedesco († 1982)
- 31 maggio - Laurent Gbagbo, politico ivoriano
- 31 maggio - Horst Hörnlein, ex slittinista tedesco orientale
- 31 maggio - José Roberto Marques, calciatore brasiliano († 2016)